# Курбаев, Афанасий Афанасьевич
Афанасий Афанасьевич Курбаев (1907—1943) — стрелок 130-го гвардейского стрелкового полка 44-й гвардейской стрелковой дивизии 1-й гвардейской армии Юго-Западного фронта, гвардии красноармеец. Герой Советского Союза.

## Биография
Родился 31 марта 1907 года в селе Сосновое Болото, ныне Выгонического района Брянской области. Русский.
В 1936 году вместе с семьёй переехал в село Вольно-Надеждинское Надеждинского района Приморского края. Образование неполное среднее. Работал в посёлке Западный — в совхозе № 3 ЖД бригадиром-животноводом.
В сентябре 1941 года был призван в морскую пехоту Тихоокеанского Флота, в октябре 1942 года направлен на фронт. Участвовал в боях под Сталинградом.
Стрелок 130-го гвардейского стрелкового полка кандидат в члены КПСС гвардии рядовой Афанасий Курбаев у станции Красновка (Тарасовский район Ростовской области) в составе группы из 13 человек 15 января 1943 года ворвался на окраину укрепленного пристанционного посёлка Донской. Из захваченных 3 домов бойцы отразили несколько вражеских атак, продолжая сражаться в подожжённых немцами строениях. В этом бою погиб.
Похоронен в братской могиле на станции Красновка.
Указом Президиума Верховного Совета СССР «О присвоении звания Героя Советского Союза начальствующему и рядовому составу Красной Армии» от 31 марта 1943 года за «образцовое выполнение боевых заданий командования на фронте борьбы с немецкими захватчиками и проявленные при этом отвагу и геройство» Афанасию Афанасьевичу Курбаеву посмертно было присвоено звание Героя Советского Союза. Награждён также посмертно орденом Ленина.

## Память
- У перрона станции Красновка установлен памятник 13-ти Героям.
- В Москве в Центральном музее Вооруженных Сил оборудован стенд «Тринадцать Героев Красновки»[2].
- В год 65-й годовщины Великой Победы по инициативе и на средства администрации Надеждинского муниципального района изготовлена памятная доска с изображением Курбаева А. А. На доске портрет земляка-героя и надпись «Герой Советского Союза Афанасий Афанасьевич Курбаев, 1907.15.IV — 1943.15.I. Вечная слава Героям!». Доска укреплена на обелиске, который был установлен в 1967 году по инициативе жителей посёлка Западный в память о воинах-земляках, погибших в 1941—1945 годах в боях за Родину. Располагается обелиск в посёлке Западный, в сквере им. А. А. Курбаева. На нём расположена мемориальная доска, где высечены имена 18 погибших жителей посёлка. Среди них имя Героя Советского Союза Афанасия — Афанасьевича Курбаева[3].